# Santa Maria de Gualta
Santa Maria de Gualta és un edifici religiós del municipi de Gualta (Baix Empordà) protegit com a bé cultural d'interès local.

## Descripció
Església d'una nau, capelles laterals i capçalera carrada, orientada vers el nord. Els diferents espais són coberts amb voltes de llunetes, amb cornises motllurades. L'interior presenta un remolinat modern.
Al frontis hi ha la portalada d'arc rebaixat ornada amb pilastres, ressalts i motllures. Sobre la llinda hi ha una fornícula, ara orfe d'imatge; al centre del mur un rosetó. Al sud-est de l'edifici es dreça el campanar de torre, quadrangular i amb arcs escarsers. La construcció és a base de grans rebles desbastats travats amb morter i lligat amb carreus angulars.

## Història

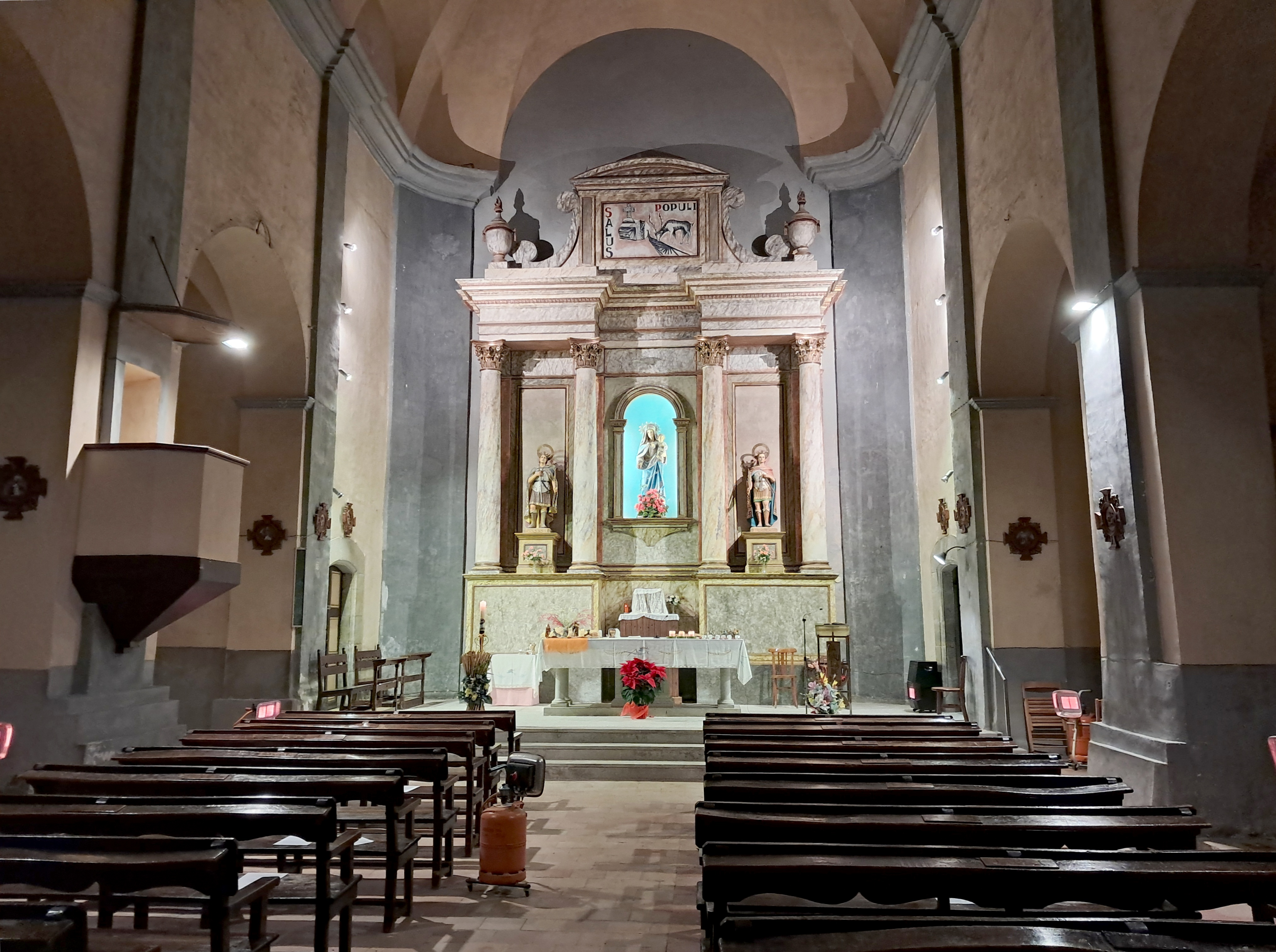

L'església de "Sancte Marie de Aqualta" és citada en el testament d'Ermengol Bernat a favor de la Canònica de la Seu de Girona a la qual pertanyé de l'any 1046. L'any 1058 la comtessa Ermessenda de Barcelona restituí al bisbe Berenguer Guifré de Girona aquesta església de "Acualta". És citada a les "Rationes Decimarum" dels anus 1279 i 1280 i als nomenclàtors diocesans del segle xiv i posteriors com a parroquial.